# Heshan (köpinghuvudort i Kina, Zhejiang Sheng, lat 30,64, long 120,36)
Heshan är en köpinghuvudort i Kina. Den ligger i provinsen Zhejiang, i den östra delen av landet, omkring 46 kilometer nordost om provinshuvudstaden Hangzhou. Antalet invånare är 28 191. Befolkningen består av 14 103 kvinnor och 14 088 män. Barn under 15 år utgör 12,0 %, vuxna 15-64 år 73 %, och äldre över 65 år 14,0 %.
Runt Heshan är det tätbefolkat, med 613 invånare per kvadratkilometer. Närmaste större samhälle är Lianshi, 10,0 km nordost om Heshan. Trakten runt Heshan består till största delen av jordbruksmark.
Genomsnittlig årsnederbörd är 1 675 millimeter. Den regnigaste månaden är juni, med i genomsnitt 253 mm nederbörd, och den torraste är november, med 62 mm nederbörd.